# Khalil Herbert
Khalil Herbert (Fort Lauderdale, 21 aprile 1998) è un giocatore di football americano statunitense che milita nel ruolo di running back per i Cincinnati Bengals della National Football League (NFL).

## Carriera

### Chicago Bears
Herbert fu scelto nel corso del quinto giro (151º assoluto) nel Draft NFL 2021 dai Chicago Bears. Iniziò la stagione come kick returner e terzo running back nelle gerarchie della squadra. Il suo minutaggio aumentò quando il running back titolare David Montgomery si infortunò. Herbert capitalizzò l'opportunità correndo 75 yard su 18 possessi nella vittoria della settimana 5 contro i Las Vegas Raiders. Fu nominato titolare dopo che Damien Williams risultò positivo al COVID-19 pochi giorni prima della gara della settimana 6 contro i Green Bay Packers. Herbert corse per 97 yard e un touchdown su 19 possessi nella sconfitta per 24–14 contro i Packers. La sua stagione da rookie terminò disputando tutte le 17 partite, di cui 2 come titolare, con 433 yard corse e 2 marcature.
Nella settimana 3 della stagione 2022, Montgomery si infortunò nel primo quarto e Herbert divenne il running back primario della squadra, rispondendo con 157 yard corse e 2 touchdown nella vittoria sugli Houston Texans. Per questa prestazione fu premiato come running back della settimana.
Herbert iniziò la stagione 2023 come titolare. Nella gara del quarto turno, la sconfitta 28-31 contro i Denver Broncos, corse per 103 yard oltre a quattro ricezioni per 19 yard e un touchdown. Il 13 ottobre 2023, dopo un infortunio all'anca subito nella gara di settimana 5 contro Washington, fu spostato in lista riserve/infortunati. Fu riattivato il 18 novembre. Nella gara del sedicesimo turno, la vittoria 27-16 contro gli Arizona Cardinals, Herbert corse 20 volte per 112 yard e un touchdown, prestazione che gli valse il riconoscimento per la seconda volta in carriera di running back della settimana.

### Cincinnati Bengals
Il 5 novembre 2024 Herbert fu scambiato con i Cincinnati Bengals per una scelta del settimo giro del Draft 2025.

## Palmarès
- Running back della settimana: 2

3ª del 2022, 16ª del 2023